# Ouragan Ophelia (2005)
Pour les articles homonymes, voir Cyclone tropical Ophelia.
L'ouragan Ophelia a été le 15e cyclone tropical et le 8e ouragan de la saison cyclonique 2005 dans le bassin de l'océan Atlantique. C'est la première utilisation du nom Ophelia pour un cyclone de l'Atlantique, ce nom ayant néanmoins été utilisé quatre fois pour le bassin du Pacifique ouest.

## Chronologie
Le 1er septembre 2005, un front froid quitta la côte est des États-Unis. Ce front se déplaça vers le sud-est et fusionna avec un long creux dépressionnaire s'étendant de la dépression tropicale Lee à la côte est de la Floride. Le 4 septembre, deux zones de basse pression s'y formèrent. Celui à l'est, au sud des Bermudes, sera à l'origine de l'ouragan Nate. Celui de l'ouest formera Ophelia.
Cette zone de basse pression se déplaça vers le sud. Le 5 septembre, la perturbation se déplaça vers le nord, accompagnée de précipitations de mieux en mieux organisées. Le 6 septembre, vers 6:00 UTC, le creux devint dépression tropicale à mi-chemin entre les îles d'Andros et de Grand Bahama, aux Bahamas. La dépression se déplaça vers le nord. Son centre traversa Grand Bahama vers 16:00 UTC. Elle tourna vers le nord-nord-ouest, parallèlement à la côte est de la Floride. Le 7 septembre, à 0:00 UTC, elle était centrée à 110 kilomètres à l'est-nord-est de Cap Canaveral (Floride).
Le cyclone devint tempête tropicale tôt le 7 septembre, et continua de s'intensifier pendant cette journée. Elle décrivit une trajectoire en boucles, en réponse aux faibles courants marins dans le secteur. Tard le 8 septembre, Ophelia atteignit l'intensité d'ouragan, mais faiblit en tempête tropicale vers 6:00 UTC le 9 septembre. Tard le 9 septembre, Ophelia reprit l'intensité d'ouragan une deuxième fois, mais faiblit de nouveau quelques heures plus tard, quittant les côtes floridiennes pour l'est-nord-est.
Ophelia devint ouragan pour une troisième fois le 10 septembre, maintenant son intensité au plus 36 heures. Le cyclone décrivit une autre boucle les 11 et 12 septembre. Le 12 septembre, Ophelia faiblit en tempête tropicale, repassant au-dessus d'eaux qu'elle avait auparavant refroidies. Le 13 septembre, complétant sa boucle, la tempête dériva vers le nord-ouest.
Tôt le 14 septembre, Ophelia tourna vers le nord et devint ouragan une quatrième fois, accompagné d'un œil de 80 kilomètres de diamètre. Ayant tourné vers le nord-nord-est, Ophelia atteignit la côte de la Caroline du Nord près du cap Fear, y exposant la section nord de son œil.
Par la suite, Ophelia se déplaça vers l'est-nord-est, parallèlement à la côte de la Caroline du Nord les 14 et 15 septembre. La portion nord du mur de l'œil passa au-dessus de la côte de Wilmington à Morehead City. C'est à ce moment précis que l'ouragan atteignit son intensité maximale de 140 km/h, au-dessus de l'océan Atlantique. Tard le 15 septembre, Ophelia se dirigea vers l'est, passant au sud de Cap Hatteras. Ce faisant, le cyclone fut affaibli en raison d'un renforcement du cisaillement des vents et d'une entrée d'air sec. Tôt le 16 septembre, Ophelia fut rétrogradé en tempête tropicale.
En réponse à l'arrivée par l'ouest d'un creux de haute altitude et de son front de surface, le cyclone tourna vers le nord-est et accéléra son déplacement tard le 16 septembre. Le 17 septembre, Ophelia passa à 115 kilomètres au sud-est de la côte du Massachusetts. Le 18 septembre, il approcha la côte de la Nouvelle-Écosse. Ophelia se désorganisa pendant ce temps. Tôt le 18 septembre, il devint une dépression extratropicale.
Les 19 et 20 septembre, Ophelia se déplaça vers l'est-nord-est à travers l'océan Atlantique, puis vers le nord-est les 21 et 22 septembre. Après avoir atteint la mer du Nord, le 23 septembre, les restes du cyclone se dissipèrent.

## Bilan

### États-Unis d'Amérique

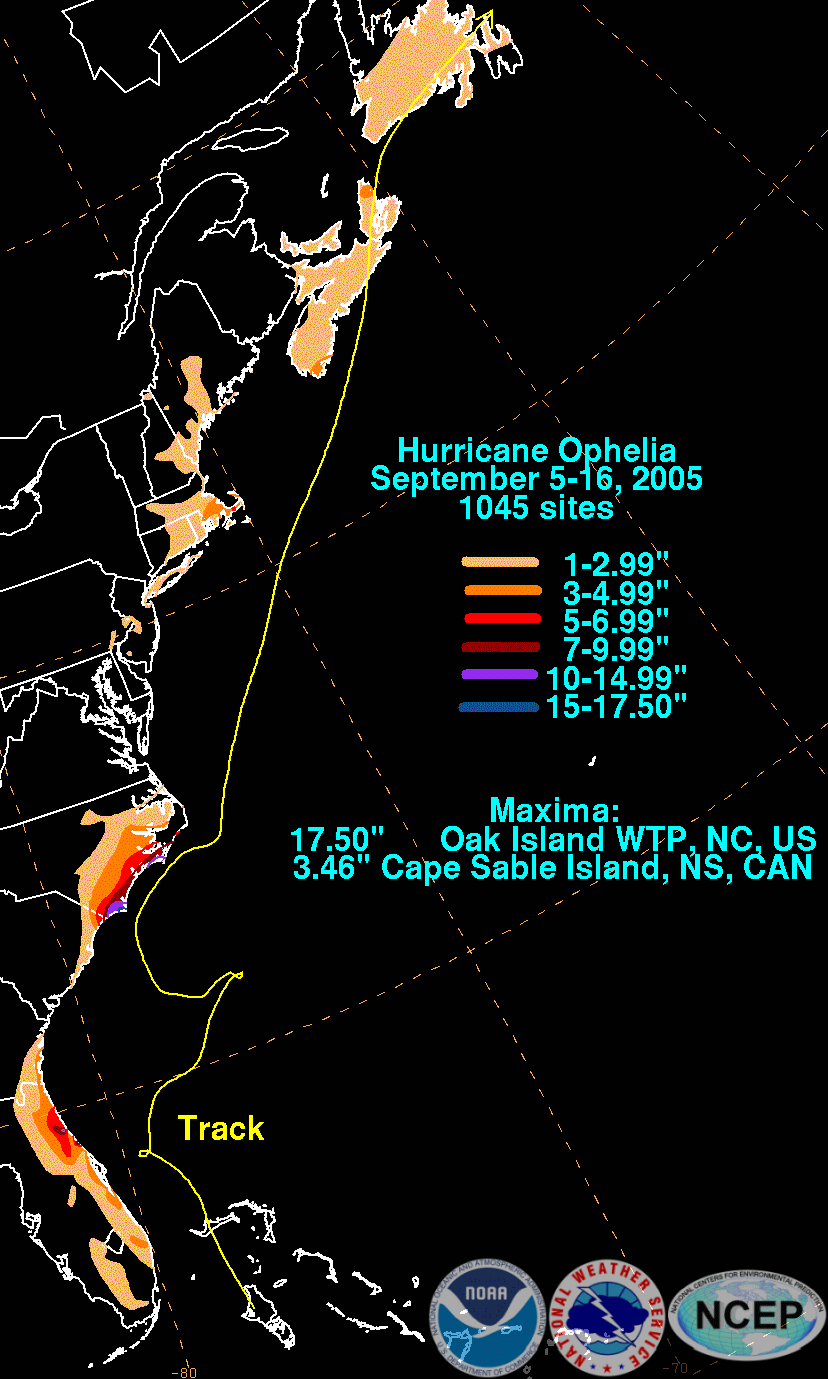
Trajectoire d'Ophelia et accumulations totale de pluie en pouces où 1 pouce = 25,4 mm (Source: NOAA)

En Floride, une personne s'est noyée dans une haute vague dans le comté de Palm Beach. En Nouvelle-Angleterre, seulement quelques pannes électriques brèves ont été notés.
Les dommages assurables aux États-Unis provenant d'Ophelia sont estimés à 35 millions de dollars. En doublant ce montant, on a estimé à environ 70 millions de dollars l'ensemble des dommages produits par le cyclone.

### Canada
En Nouvelle-Écosse, une personne est décédée en chutant d'un toit pendant les fortes intempéries accompagnant la tempête extratropicale. On a noté là aussi des pannes électriques. À Terre-Neuve, plus de 80 mm de pluie sont tombés sur l'est de la province.